# Plesiops verecundus
Plesiops verecundus és una espècie de peix de la família Plesiopidae i de l'ordre dels perciformes.

## Morfologia
Els mascles poden assolir els 9,5 cm de longitud total.

## Distribució geogràfica
Es troba des de la costa occidental de Sumatra fins a Vanuatu, Fidji, Taiwan, el sud de les Illes Ryukyu, Austràlia i Tonga.